# Pablo Martínez
Pablo Martínez (La Plata, 7 de novembro de 1987) é um ator e cantor argentino. Sua descoberta veio com o papel de Simón Rodríguez Arrechavaleta na série Casi ángeles do Cris Morena Group, para a qual também gravou várias músicas para os álbuns de sua trilha sonora oficial. E em 2011 interpretou Félix Tarner na série Super T.

## Vida pessoal
Martínez namorou sua colega de elenco do Casi Ángeles, Rocío Igarzábal, por dois anos, até que os dois se separaram em Agosto de 2010.
Mora sozinho, em seu próprio apartamento. Jogou vôlei em Vélez. Trabalhava em uma livraria da Faculdade de Desenho e Arquitetura.
Ele gosta de carros e sempre nas sextas-feira gosta de ir ao autódromo. Trabalhou como RR.PP. (Relações Públicas) de uma boate de Belgrano.
Atuou no teatro em pelo menos 2 obras: Pileta Libre (Piscina livre) e Hagamos una Ópera (Vamos fazer uma Ópera), que estrearam em 2007.
Sua infância foi a de um típico jovem da alta sociedade. Jamais manteve maior contato com pessoas de baixos recursos devido a
sempre ter estudado em colégios particulares bilíngues de dupla escolaridade, e no resto de seu tempo se dedicava a praticar esportes como polo e rugby, no clube do qual seu pai foi presidente.

## Filmografia
| Ano       | Tirulo                | Formato     | Papel                         | Notas                     |
| --------- | --------------------- | ----------- | ----------------------------- | ------------------------- |
| 2007      | Las piedras no flotan | Filme       | Cameo                         |                           |
| 2008–2010 | Casi Ángeles          | Série de TV | Simón Rodríguez Arrechavaleta | coprotagonista            |
| 2008      | Casi Ángeles          | Stage       | Simón Rodríguez Arrechavaleta | Adaptação de Casi Ángeles |
| 2009      | Casi Ángeles          | Stage       | Simón Rodríguez Arrechavaleta | Adaptação de Casi Ángeles |
| 2011      | Super Torpe           | Série de TV | Felix Turner                  | Protagonista              |
| 2013      | Aliados (seriado)     | Série de TV | Ian/Joaquín Gaitán            | Protagonista              |
| 2014      | Camino al amor        | Série de TV |                               | Antagonista               |